# Emil Schmalohr
Emil Schmalohr (* 21. Mai 1927 in Walsum; † 26. Juni 2018 in Berlin) war ein deutscher Entwicklungs- und Pädagogischer Psychologe, der zuletzt an der Bergischen Universität Wuppertal gelehrt und geforscht hat.

## Leben
Von 1948 bis 1960 war er Lehrer und Schulleiter an Volks- und Sonderschulen und von 1963 bis 1970 Leiter einer Erziehungsberatungsstelle. Er studierte parallel dazu Psychologie an der Universität zu Köln und legte hier 1957 seine Diplomprüfung ab. 1959 erfolgte die Promotion ebenfalls in Köln. 1960 erfolgte die Erstberufung auf eine Professur an die Pädagogische Hochschule Essen; dem folgten zwischen 1973 und 1974 Professuren an den Pädagogischen Hochschulen in Neuss, Aachen und Köln. 1973 wurde er auf einen Lehrstuhl für Pädagogische Psychologie an der Universität Tübingen berufen. 1977 wechselte er an die Bergische Universität Wuppertal. Hier wurde er 1992 emeritiert. Er verstarb mit 91 Jahren in Berlin.

## Werk
Seine Arbeiten sind den Bereichen der Entwicklungspsychologie, speziell der Kinderpsychologie, und der Pädagogischen Psychologie zuzurechnen.
In seinem Werk Frühe Mutterentbehrung bei Mensch und Tier hat er eine Übersicht zu Studien über mögliche Mangelerscheinungen in der frühen Mutter-Kind-Beziehung, die zu Hospitalismus und bis hin zur Anaklitische Depression führen können, zusammengestellt. Diese psychologischen Konsequenzen können bei der alltäglichen Trennung von Mutter und Kind im Fall von Heim- und Krankenhausaufenthalten und/oder bei der Abgabe von Kindern in Pflegefamilien auftreten; auch bei der Berufstätigkeit der Mutter können Gefährdungen auftreten.
Ein zweiter Schwerpunkt seiner Arbeiten lagen in der Beratungspsychologie. Dabei verlässt er den bisweilen vorfindbaren Standpunkt, die Psychologie könne bei seelischen Schwierigkeiten als objektive Wissenschaft gültige Erklärungen für das Geschehen liefern. Dieser Standpunkt könne die gefährliche Neigung anstoßen, nach Schuldigen zu suchen, und zu einer Pathologisierung vorliegender Probleme führen. Stattdessen plädiert er für ein Beratungsmodell, das die Ratsuchenden in ihren Alltagstheorien von den Schwierigkeiten und den Begründungen für ihr Handeln selbst ernst nimmt. Bei der Beratung wird die klinisch-psychologische Attributionstheorie eingesetzt.
Ein drittes seiner Arbeitsgebiete bezog sich auf die Leseforschung; mit seinen „Lesegesprächen“ werden beispielsweise Schwierigkeiten der Kinder zu Tage gefördert und es werden ihnen Selbstanleitungen angeboten, um Klippen zu meistern und den nächsten Lernschritt zu erreichen. Diese Art der Leseförderung wurde für Eltern und Lehrer ausgearbeitet.

## Ehrungen/Positionen
- Dekan und Prodekan an der Pädagogische Hochschule Rheinland, Abteilung Neuss
- Mitglied des Wissenschaftsrates

## Publikationen (Auswahl)
Monografien
- Klassenzimmer als Bildungsgipfel. Lehrer, Schüler und Eltern in eigener Sache. Vandenhoeck & Ruprecht, Göttingen 2009, ISBN 978-3525701096.
- Kann ich lesen, hab‘ ich Flügel. Lesegespräche mit Kindern. Vandenhoeck & Ruprecht, Göttingen 2008, ISBN 978-3525610480.
- Klären statt Beschuldigen. Beratungspsychologie mit Eltern, Kindern und Lehrern. Klett-Cotta, Stuttgart 1995, ISBN 978-3608917390.
- Das Erlebnis des Lesens. Grundlagen einer erzählenden Lesepsychologie. Klett-Cotta, Stuttgart 1997, ISBN 978-3608918588.
- Den Kindern das Leben zutrauen. Angewandte Entwicklungspsychologie und -beratung, (2. Aufl. 1989). Fischer Taschenbuch Verlag, Frankfurt 1986, ISBN 978-3596422807.
- Den Kindern eine Chance: Aufgaben der Vorschulerziehung. Deutscher Taschenbuch-Verlag, München 1974, ISBN 978-3423010214.
- Mit Helmut Fehrmann: Frühes Lesenlernen: ein Beitrag zur Pädagogischen Psychologie und Curriculum-Entwicklung. Quelle & Meyer, Heidelberg 1973, ISBN  978-3494020136.
- Frühe Mutterentbehrung bei Mensch und Tier. Entwicklungspsychologische Studie zur Psychohygiene der frühen Kindheit (3. Aufl. 1980). Reinhardt, München 1968 (Übersetzung ins Japanische).
- Psychologie des Erstlese- und Schreibunterrichts. Lehrmethodenforschung, Frühleseproblematik, Lese-Rechtschreibschwäche (3. Aufl. 1976). Reinhardt, München 1961, ISBN 978-3497001569.

Zeitschriftenartikel
- Psychologische Beratung angesichts des Anderen. In: Existenz und Logos, 2003, 11 (2), S. 70–106.
- Psychologische Beratung. In: Ethik und Sozialwissenschaften, 2001, 12 (3), S. 349–401.
- Hochbegabtenförderung als "Widerstreit". Zur Evaluation eines kommunalen Modells. In: Psychologie in Erziehung und Unterricht, 1992, 39 (3), S. 161–169.
- Metakognitive Instruktionsgespräche über Leseschwierigkeiten mit Grund- und Sonderschülern. In: Heilpädagogische Forschung, 1991, 17 (3), S. 117–128.
- Ursachenzuschreibungen von Eltern bei Schulschwierigkeiten ihrer Kinder. Ein Beitrag zur schulpsychologischen Beratung. In: Psychologie in Erziehung und Unterricht, 1984, 31 (4), S. 241–246.